# Economia de la República de la Xina
La República de la Xina (Taiwan) té una economia de mercat dinàmica amb reduïda intervenció del govern en les inversions i en el comerç exterior. Seguint aquesta tendència, bancs i empreses estatals van ser privatitzats.